# Gerbrand van den Eeckhout

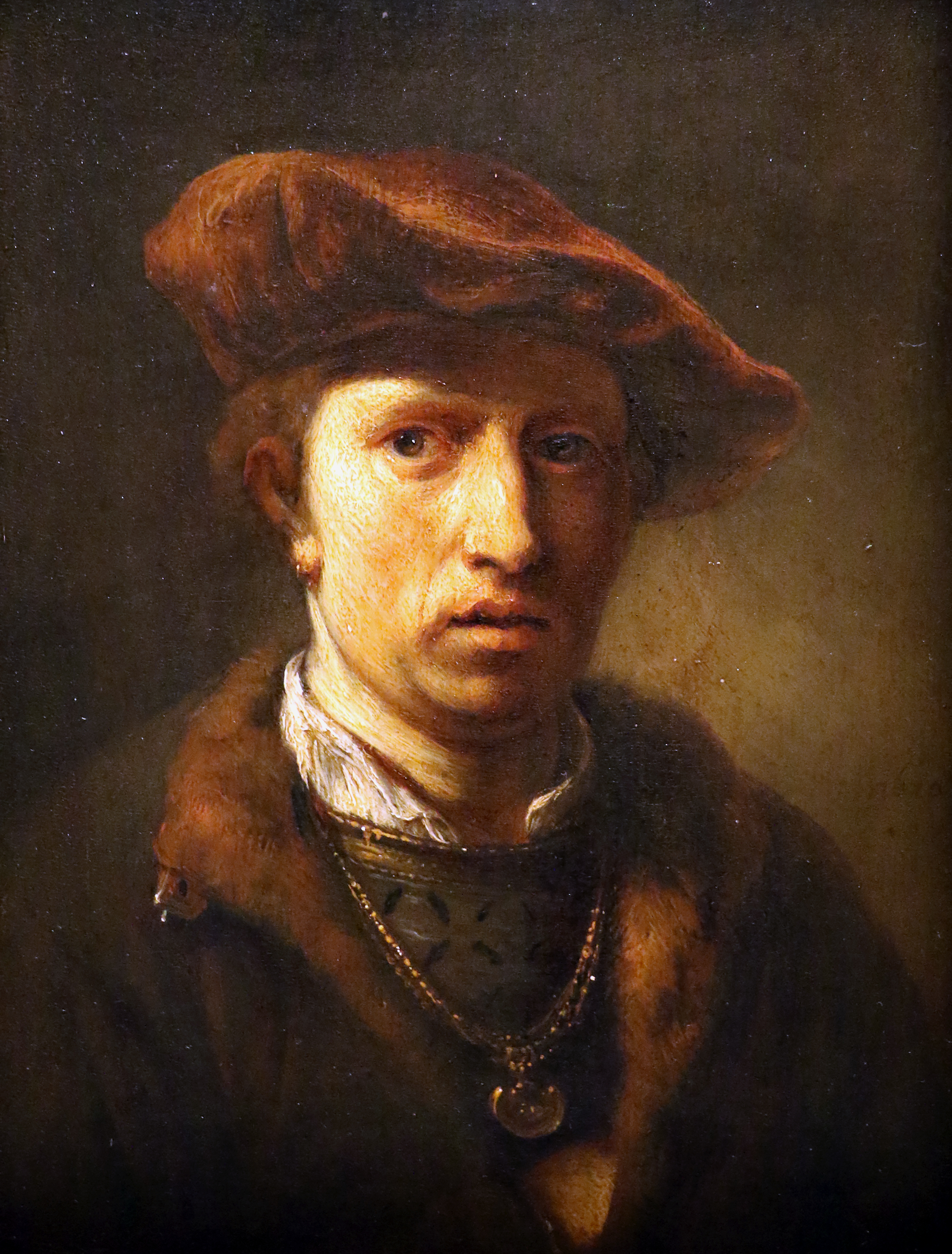
Gerbrand van den Eeckhout: Selbstporträt (1659)

Gerbrand van den Eeckhout (* 19. August 1621 in Amsterdam; † 22. September 1674 ebenda) war ein niederländischer Maler.
Gerbrand van den Eeckhout, Sohn eines Goldschmieds, war bei Rembrandt in der Lehre. Er war hochbegabt und Ferdinand Bol und Govert Flinck weit überlegen. Sein Stil ähnelt dem Rembrandts von all seinen Schülern am meisten. Van den Eeckhout verfügte über zahlreiche Stile. Gemalt hat er Porträts, Genrebilder und vorwiegend historische Gemälde. Er lieferte außerdem Entwürfe für Buchillustrationen und Ornamentstiche. Als Kolorist ist van den Eeckhout originell.

## Leben
Sein Großvater väterlicherseits Pieter Lodewijcksz (1544–1619) gehörte zu den Emigranten, die auf Grund religiöser Verfolgung aus den spanisch-katholischen Niederlanden in die nördlichen Provinzen flohen. Um 1588 kam er als Krämer nach Amsterdam. Dort heiratete 1606 sein Sohn, der Goldschmied Jan Pietersz van den Eeckhout (1584–1652), die Schuhmachertochter Grietie Claes Lydeckers (1586–1631). Aus der Ehe gingen neun Kinder hervor, Gerbrand van den Eeckhout war das achte. Fünf seiner Geschwister verstarben noch im Kindesalter. Nach dem Tod der Mutter heiratete sein Vater 1633 in zweiter Ehe Cornelia Dedel (1594–1660), Tochter des wohlhabenden Direktors der Niederländischen Ostindien-Kompanie aus Delft, was den sozialen Status der Familie erheblich steigerte.

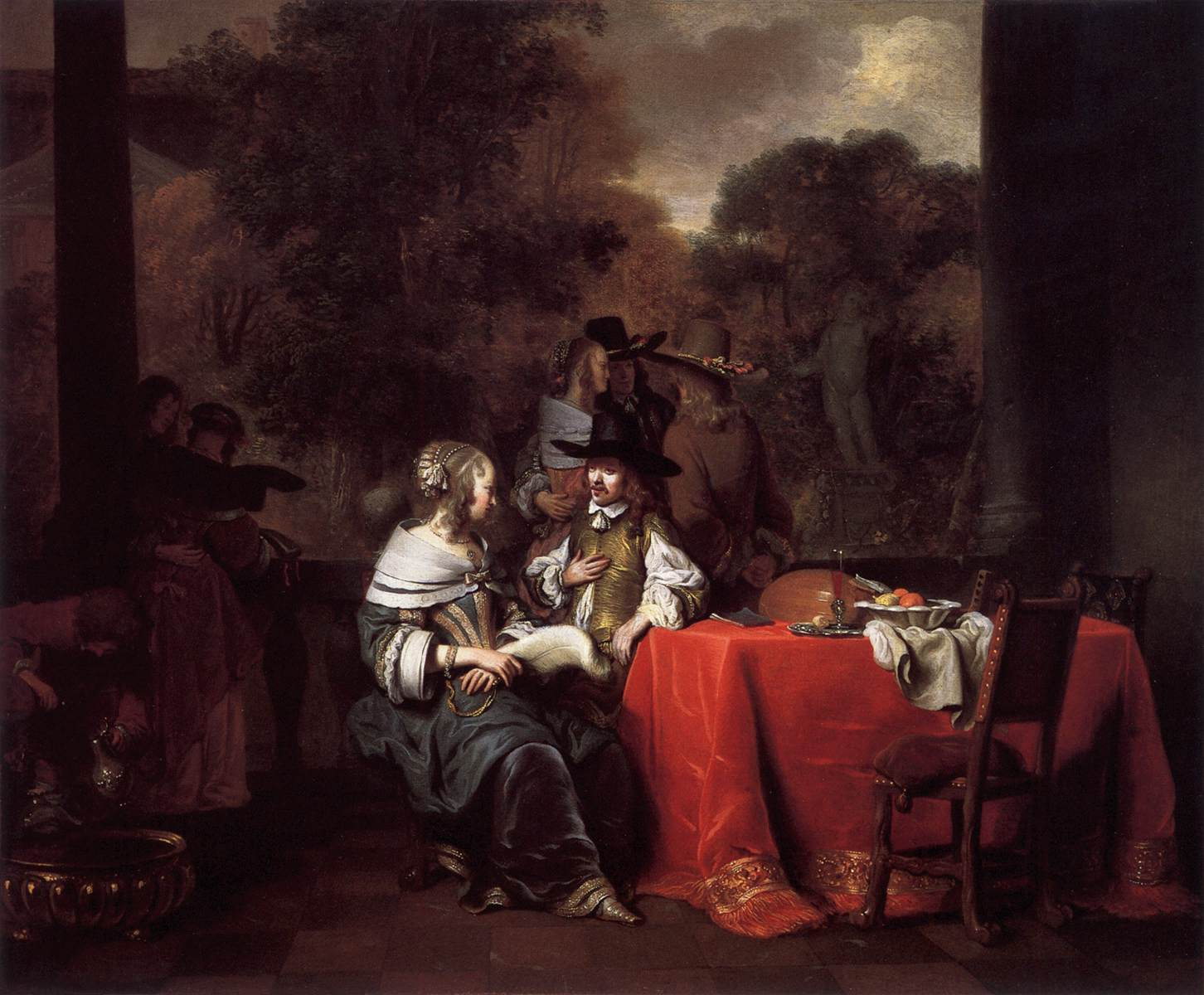
Vornehme Gesellschaft auf einer Terrasse, 1652, Worcester Art Museum

Die Ausbildung von Gerbrand van den Eeckhout ist nicht sicher dokumentiert. Gemäß Arnold Houbraken war er ein Schüler Rembrandts. Da seine ältesten bekannten Gemälde von 1641 datieren, geht man von einer Lehrzeit zwischen ca. 1635 bis 1640/41 aus. Seine Werke zeigen neben Rembrands Einfluss auch den Pieter Lastmans, vermutlich aber nur indirekt, da Lastman bereits 1633 starb und Rembrand als Lastmans Schüler dessen stilistisches Erbe weitergab. Gerbrand van den Eeckhout gehörte zu den produktivsten Malern aus dem Umfeld Rembrands, seine Gemälde weisen eine große thematische Vielfalt auf. Er malte überwiegend biblische Historien, außerdem mythologische und liturgische Themen sowie Porträts und Landschaften. Mit Beginn der 1650er Jahre stellte er häufig elegante Gesellschaften und musizierende Gruppen dar, die sich in Räumen oder auf Terrassen aufhalten. Ihm kommt eine bedeutende Rolle in der Weiterentwicklung der Malerei vornehmer Konversationsstücke zu, wie sie vor ihm Willem Buytewech und Esaias van de Velde etablierten und später Gerard ter Borch und Pieter de Hooch fortführten.

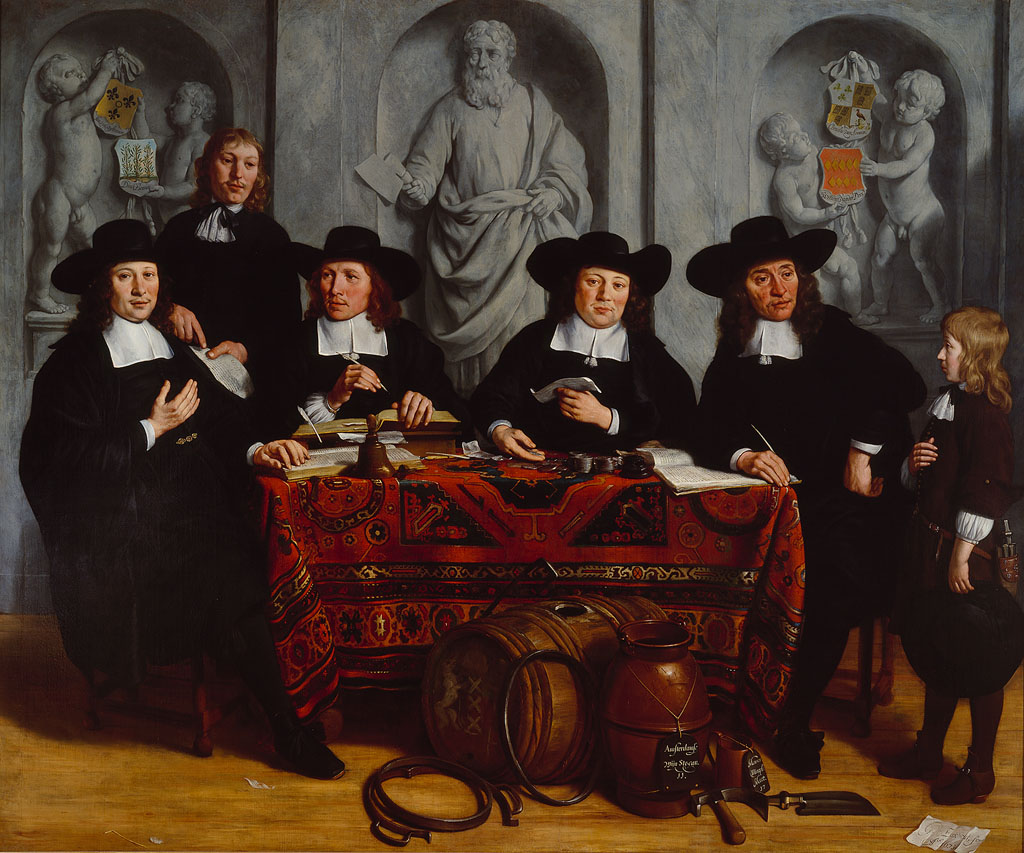
Die Vorsteher der Küfer- und Weinverlegergilde von Amsterdam, 1673, Amsterdam Museum

Sein Bruder Jan van den Eeckhout († 1669), ein erfolgreicher Weinhändler und Gildenvorsteher, vermittelte ihm 1657 einen bedeutenden Privatauftrag für ein Gruppenporträt von vier Vorstehern der Küfer- und Weinverlegergilde (National Gallery). 1673 malte er das gleiche Motiv erneut. Insgesamt machen Porträts, da sachlich gehalten und für repräsentative Zwecke wenig geeignet, nur einen kleinen Teil seines Gesamtwerks aus, häufig stammten die Porträtierten aus seinem Familienkreis. Seine historischen Gemälde fanden dagegen bald feste Abnehmer, insbesondere in den 1660er Jahren schuf Gerbrand van den Eeckhout eine große Zahl an Werken. Neben der Malerei betätigte er sich auch als Zeichner und Radierer, entwarf Titelkupfer und Buchillustrationen. Er war außerdem als Amateurdichter aktiv und tauschte Verse mit Freunden aus. So verfasste er unter anderem 1957 ein Lobgedicht auf den befreundeten Maler Willem Schellinks (1627–1678).
Gerbrand van den Eeckhout blieb zeitlebens unverheiratet. Die letzten Lebensjahre wohnte er mit Maria van Schilperoort, der Witwe seines Bruders Jan, in einem Haus an der Herengracht. Er starb mit 53 Jahren am 22. September 1674. Am 29. September wurde er in der Oudezijds Kapel in Amsterdam beigesetzt. Seinen künstlerischen Nachlass vermachte er einem Neffen und eine Geldsumme seinem langjährigen Freund, dem Landschaftsmaler Roelant Roghman (1627–1692). Als einziger Schüler von Gerbrand van den Eeckhout ist der ansonsten unbekannte Thomas Peter Binnius nachgewiesen.

## Werke (Auswahl)

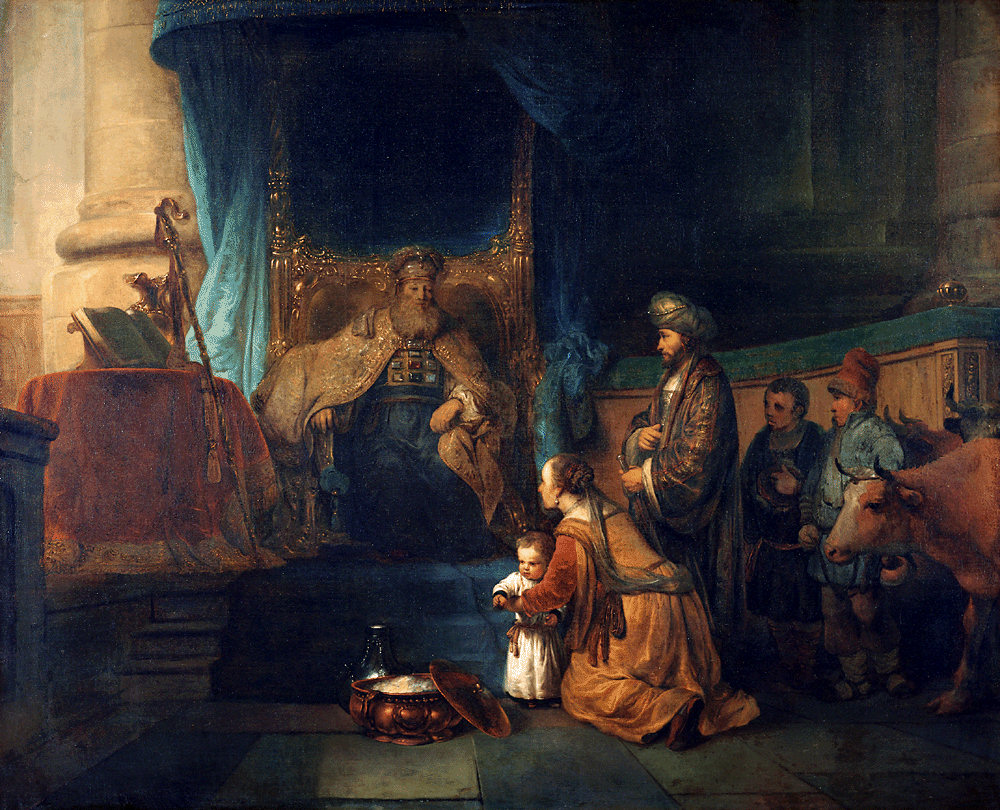
Hanna bringt Samuel zu Eli, um 1665, Louvre

- Jakobs Traum von der Himmelsleiter (1642), Öl auf Holz 75,2 × 165 cm, Nationalmuseum Warschau
- Isaak segnet Jakob (1642), Öl auf Leinwand 100,6 × 128,3 cm, im Metropolitan Museum of Art[3]
- Der Feldarbeiter von Gibea bietet dem Levit und seinem Kebsweib Unterkunft (1645), Öl auf Leinwand 135 × 168,5 cm, Gemäldegalerie Berlin[4]
- Der Prophet Elisa und die Sunamitin (1649), Öl auf Leinwand, 103 × 125 cm, Nationalmuseum Warschau
- Rastender Jäger (um 1652–55), Öl auf Leinwand, 36 × 45 cm  Amsterdam Museum[5]
- Boas und Ruth (1651), Öl auf Leinwand 52,7 × 61,5 cm, in der Kunsthalle Bremen[6]
- Vornehme Gesellschaft mit singendem Paar auf einer Terrasse (um 1652–54; A Musical Party), Öl auf Leinwand 50,8 × 64,5 cm, im Metropolitan Museum of Art
- Vornehme Gesellschaft auf einer Terrasse (1652, A Party on a Terrace), Öl auf Leinwand 51,4 × 62,2 cm, im Worcester Art Museum
- Die Vorsteher der Küfer- und Weinverlegergilde von Amsterdam (1657), Öl auf Leinwand 163 × 197 cm, National Gallery, London[7]
- Elieser und Rebekka am Brunnen (1661), Öl auf Leinwand 76,5 × 108 cm, National Gallery, London
- Sophonisbe empfängt den Giftbecher (1664), Herzog Anton Ulrich-Museum in Braunschweig
- Der Prophet Elisa und die Sunamitin (1664), Öl auf Leinwand 110 × 155 cm, Szépművészeti Múzeum, Budapest
- Hanna bringt Samuel zu Eli (um 1665), Öl auf Holz, 117 × 143 cm, im Louvre zu Paris
- Simson und Delila (1668), Öl auf Leinwand 137 × 156,5 cm, in der Kunsthalle Bremen
- Jacobs Traum von der Himmelsleiter Leinwand, 128 × 104 cm Bezeichnet rechts auf einem Stein: G.v.Eeckhout fecit A° 1669. 12M/31, Gemäldegalerie Alte Meister
- Die Vorsteher der Küfer- und Weinverlegergilde von Amsterdam (1673), Öl auf Leinwand 211,5 × 253 cm, Amsterdam Museum[8]
- Die Ehebrecherin vor Christus, in Amsterdam
- Christus als Knabe im Tempel lehrend, in München
- Darstellung Christi im Tempel
- Merkur, den Argus tötend, in Berlin
- David vor Abigail, in Schleißheim